# Avernas-le-Bauduin

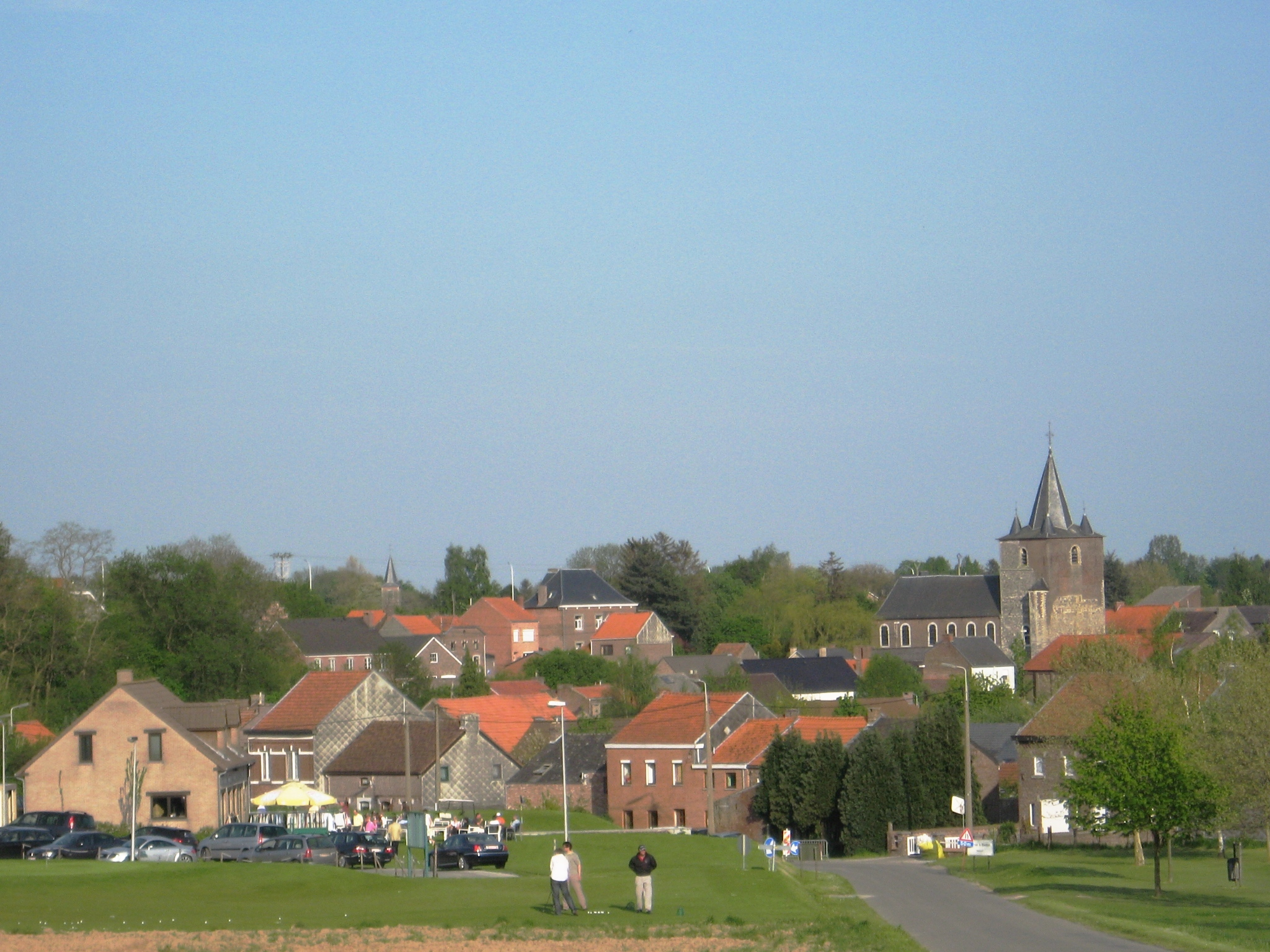
Zicht op de dorpskern van Avernas-le-Bauduin

Avernas-le-Bauduin is een dorp in de Belgische provincie Luik en een deelgemeente van de stad Hannuit, het was een zelfstandige gemeente tot 1 januari 1971.

## Geografisch
Het dorp grenst in het noorden aan Walshoutem en Waasmont (provincie Vlaams-Brabant), in het oosten aan Bertrée, in het zuiden aan Hannuit en in het westen aan Grand-Hallet en Thisnes. Bij Avernas horen de gehuchten en wijken Le Dorlain, Le Molhen, Aux Gallossis, La Paillasse, A la Croix la Cave, La Tombale, A la Justice de la Truie, Aux Coquineux, Al Biloque, Au Wingea, Aux Zabrées, Au Prédicateur en Tombeux. Op de Ruisseau Henri-Fontaine, die het dorp doorkruist, waren vroeger meerdere watermolens actief. Het reliëf is gematigd : van 105 meter in de vallei van Henri-Fontaine tot 141 meter aan de tumulus van Avernas.

## Geschiedenis
In het gehucht Aux Coquineux, langsheen de oude weg van Avernas naar Raatshoven, werden silexfragmenten aangetroffen. Dit zou erop wijzen dat Avernas al sinds de neolithische periode bewoond is.
Sporen van Gallo-Romeinse aanwezigheid zijn talrijker. Avernas-le-Bauduin ligt vlak bij de oude heirbaan Hoei-Landen en archeologen vonden hier resten van een versterkt kamp met een oppervlakte van ongeveer een hectare. De Tumulus van Avernas ten westen van de dorpskom van Avernas werd in de 19e eeuw zonder resultaat onderzocht. Opgravingen rond een tweede, inmiddels met de grond gelijkgemaakte grafheuvel op het kruispunt van de oude wegen naar Hannuit en Thisnes, leverden enkele objecten op. In Les Gallossis brachten onderzoeken in 1863 en 1864 antieke fundamenten, waterputten en diverse objecten aan het licht. In de jaren zestig van de 20e eeuw werden tijdens door Jean-Marie Dock uit Lijsem geleide opgravingen in Les Gallossis resten van een militair kamp, een grote villa en twee kleinere woningen aangetroffen.
Een Frankische begraafplaats uit de 6e eeuw werd aangetroffen in de wijk Aux Tombeux.
Het Verdrag van Meerssen (870) verdeelde de Haspengouw in vier delen. Een van deze delen was het Graafschap Avernas, dat zich in de 10e eeuw uitstrekte tot de omgeving van Sint-Truiden in het noorden, en die van Hoei in het zuiden. De overige grenzen van het gebied zijn minder duidelijk. Op het einde van de 10e eeuw werd het graafschap Avernas verdeeld onder het graafschap Loon, het land van Luik en het domein van het Huis van Brabant. Avernas-le-Bauduin ging van dit laatste gebied deel uitmaken.
In de 13e eeuw was Avernas-le-Bauduin een deel van het baljuwschap Hannuit, een Brabantse enclave binnen Luiks en Naams gebied. Het baljuwschap werd verder gevormd door de dorpen Abolens, Bertrée, Cras-Avernas, Grand-Hallet, Lens-Saint-Remy, Lens-Saint-Servais, Ligney, Moxheron (Moxhe), Petit-Hallet, Poucet en Villers-le-Peuplier. De ligging op drie grenzen maakte de streek permanent onveilig: plundering, vernieling en brand waren in deze periode aan de orde van de dag. Na de Slag van Steps (Montenaken, 13 oktober 1213), waarbij de Luikse milities van bisschop Hugo II van Pierrepont een bloedige nederlaag toebrachten aan de troepen van Hendrik I van Brabant, vluchtten de overlevende Brabanders, achternagezet door de Luikse overwinnaars, in wanorde door de velden van deze Brabantse uithoek naar Tienen. Op het slagveld vochten de zwerfhonden voor de achtergebleven kadavers van de 2500 à 3000 gesneuvelde Brabanders. Het natuurlijke antagonisme tussen Luik en Brabant werd in de loop van de 13e en 14e eeuw herhaaldelijk in de streek van Avernas uitgevochten. Op 21 mei 1276 brandden Luikenaars en Haspengouwers Landen, Hannuit en 23 dorpen van het omliggende platteland plat. Op 24 april 1332 gaf prins-bisschop Adolf II van der Mark opdracht aan zijn troepen Hannuit en negen omliggende dorpen in de as te leggen. In augustus 1356 werd Hannuit door Luikse legers ingenomen en werden de buurdorpen vernield. In 1378 werden Hannuit en de omliggende dorpen opnieuw geplunderd en in brand gestoken.
In de eerste helft van de daaropvolgende eeuw, onder het bewind van Filips de Goede, volgde een periode van betrekkelijke rust en welvaart, maar Avernas-le-Bauduin bevond zich opnieuw in het middelpunt van de oorlog die de Bourgondische Nederlanden tijdens de tweede helft van de 15e eeuw tegen Luik voerden. In 1465 werd het dorp nogmaals door Luikse troepen platgebrand en opnieuw volgden jaren van ellende voor de bewoners. De mortaliteit was schrikbarend. In 1439 telde Avernas nog 38 huizen; in 1496 waren er nog slechts 14 over.
In de 15e en 16e eeuw waren het vooral de meermaals terugkerende pestepidemieën die de bevolking van Avernas beproefden.
Nadat de Spaanse Habsburgers het bewind over de Nederlanden overgenomen hadden, verschenen in Avernas, al naargelang de omstandigheden, Spaanse, Franse en Staatse troepen. In 1672 waren het de soldaten van Lodewijk XIV van Frankrijk die met hun opeisingen de plaatselijke bevolking bijna aan de bedelstaf brachten. Troepen van de Republiek sloegen in 1675 hun kamp op aan de tumulus (grafheuvel) van Avernas en namen de dorpelingen al het voorradige graan af. In oktober van datzelfde jaar sloegen Spaanse, Duitse en Staatse legers hun tenten op in de vlakte tussen Avernas-le-Bauduin en Lijsem. Zij bleven er drie weken gelegerd en beroofden de inwoners van al hun bezittingen, tot het landbouwgereedschap toe. Pastoor Brasseur van Truielingen schreef in zijn dagboek dat in juli 1691 een Brandenburgs artillerieleger zijn tenten opsloeg in Avernas-le-Bauduin en de hele omgeving plunderde. Op 17 en 18 oktober 1702 werd de hoeve van François Braze, heer van Avernas-le-Bauduin, vernield en geplunderd door soldaten van de maarschalk de Boufflers. Ook nadat in 1706 de hertog van Marlborough, John Churchill, bij Ramillies de Franse troepen verslagen had en de Zuidelijke Nederlanden onder de Oostenrijkse Habsburgers kwamen, veranderde er aanvankelijk weinig aan de opeisingen en de zware belastingen waaronder de bevolking van Avernas gebukt ging.
In de jaren 20 van de 18e eeuw werd in Avernas een geval van lepra gesignaleerd.
In 1723 telde Avernas 29 huizen en 110 inwoners, meestal landbouwers. In twee huizen werd winkel gehouden en debiteerde men ook Hoegaards bier. Een watermolen op de Ruisseau Henri-Fontaine werd uitgebaat door molenaar Bougelet.
Na de Franse Revolutie werd Avernas-le-Bauduin van Brabant losgemaakt om deel te gaan uitmaken van het departement Ourthe (1795). Van 1806 tot 1814 werden 19 jonge mannen uit Avernas-le-Bauduin onder de Franse wapens geroepen; slechts 4 van hen keerden behouden naar hun dorp terug. Pastoor Arnold Christiaens van Avernas weigerde, samen met 28 van de 29 priesters van het kanton Hannuit, de eed van trouw aan de republiek en haat aan het koningschap af te leggen en werd daarvoor onder toezicht geplaatst. Hij hield zich verborgen in een van de huizen van het dorp en droeg van daaruit in het geheim missen op.
Avernas-le-Bauduin is traditioneel een landbouwersgemeenschap. In 1835 werden in het dorp tarwe, rogge, haver, gerst, spelt, paardenbonen, erwten, wortelen, aardappelen, bieten en hennep geteeld. Men telde er dat jaar 57 paarden, 143 koeien en 250 schapen. Er werd ook aan bijenteelt gedaan. Het dorp telde verder twee bloemmolens (één wind- en één watermolen) en een brouwerij.
Na 1850 werden in het dorp scholen opgericht, verbeterde men de wegen en rationaliseerde men gaandeweg de landbouw. Men ging zich meer toeleggen op de teelt van suikerbieten, die (vanaf 1863) in de plaatselijke suikerfabriek verwerkt werden. Op 22 november 1875 werd het nieuwe station van Avernas-le-Bauduin, op de pas geopende spoorlijn Landen-Statte (Hoei), in gebruik genomen. Deze lijn hield in 1963 op te bestaan.
Sinds 1971 maakt de voordien autonome gemeente Avernas-le-Bauduin deel uit van de gemeente Hannuit.
Het dorp kreeg in de loop van de laatste decennia, door de teruggang van de landbouw en de gunstige ligging in de nabijheid van afrit Walshoutem van de autosnelweg E40 (A3), een meer residentieel karakter. Langs de in 1843 aangelegde en omstreeks 1935 verbrede N80 (rue de Landen), zorgt een steeds dichter wordende lintbebouwing ervoor dat dit ten oosten van de dorpskom gelegen deel van Avernas-le-Bauduin vrijwel onmiddellijk aansluit bij het commercieel park en het centrum van Hannuit.

## Bezienswaardigheden

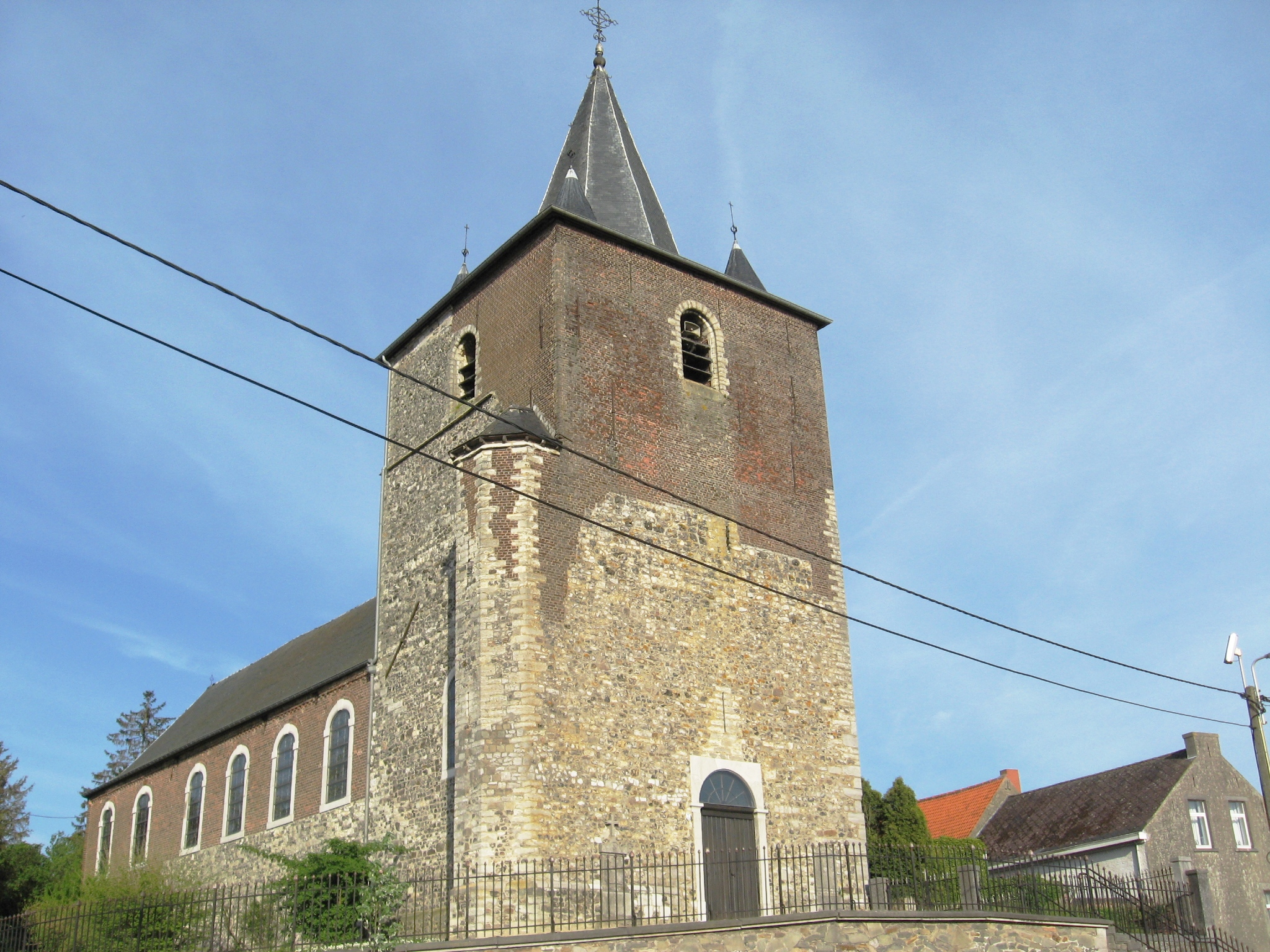
Maria-Hemelvaartkerk

- De Maria Hemelvaartkerk (Église Notre-Dame de l'Assomption (rue Jean-Pascal Dochen)

De oudst bekende akte waarin de kerk van Avernas-le-Bauduin wordt vernoemd dateert uit 1124. In dat jaar schonk Wouter van Truielingen, van de priorij van Bertrée, zijn eigendommen te Avernas, Hannuit, Poucet en Trognée aan de abdij van Cluny.
Avernas behoorde aanvankelijk tot het bisdom Luik. In 1559 werd de parochie, samen met de afhankelijke kapellen van Cras-Avernas en Bertrée, bij het bisdom Namen aangehecht.
Gedurende zeer lange tijd werd de parochie bestierd door monniken van de Sint-Laurentiusabdij te Luik. Pas in 1616 werd Nicolas Moreau door de abt van Sint-Laurentius als eerste seculiere pastoor van Avernas aangesteld.
Na het Concordaat van 1801 kwam Avernas opnieuw onder het bestuur van het bisdom Luik. Van 1804 tot 1914 was de kerk van Bertrée als kapel bij de parochie Avernas ondergebracht.
Het huidige kerkgebouw dateert uit de 14e eeuw, maar de toren met achthoekig dak is voor een belangrijk deel nog die van de oorspronkelijke, 11e-eeuwse constructie. Het is een versterkte toren die vroeger als een donjon gebruikt werd als vluchtoord voor de dorpsbewoners bij vijandigheden. Onder het pastoorschap van Claude Rochette (1720-1757) werd de kerk gedeeltelijk herbouwd. Bij een in 1768 uitgevoerde restauratie werd baksteen gebruikt die sterk met de oudere, uit silex opgetrokken delen contrasteert. De sacristie werd onder het pastoorschap van Jean-Jacques Louis (1828-1863) gebouwd. De doopkapel dateert uit 1944. Pastoor Jacques De Potter slaagde er in 1966 in de kerk als monument te doen klasseren. In 1971 begon opnieuw een ingrijpende restauratiecampagne die meerdere jaren duurde. Bij die gelegenheid werd het dak vervangen, een nieuw verwarmingssysteem geïnstalleerd en een nieuwe vloer gelegd. Het interieur van de toren werd, in overeenstemming met de rest van de kerk, in zijn oorspronkelijke staat teruggebracht.
Het meubilair van de kerk dateert veelal uit de 18e en 19e eeuw.
Op 24 juni 1985 gaf de Regie der Posterijen een postzegel uit waarop de kerk van Avernas-le-Bauduin staat afgebeeld.
- De kerk en omgeving met het kerkhof en de pastorij met boomgaard achter de kerk zijn een beschermde site. De pastorij (rue Jean-Pascal Dochen) dateert uit 1544 en werd na verval heropgebouwd in de 17de eeuw. Sinds een restauratie in 1776 is er niet veel aan veranderd.
- Sint-Laurentiushoeve (Ferme Moës) (rue Jean-Pascal Dochen)

De geschiedenis van deze naast de kerk gelegen hoeve gaat terug tot de 11e eeuw. Twee in haar gevels verwerkte wapenstenen (van de abten Guillaume Natalis en Grégoire Lembor) herinneren eraan dat de hoeve tijdens het ancien régime eigendom was van de Sint-Laurentiusabdij te Luik. Gedurende het grootste deel van de 18e eeuw werd zij verpacht aan de familie Malcorps. Na de Franse Omwenteling gingen de monniken van Sint-Laurentius op de vlucht om in Duisburg te hergroeperen, terwijl hun bezittingen in België door de Franse autoriteiten als zwart goed openbaar verkocht werden. Toen alle formaliteiten afgewikkeld waren, bleken de kopers van de hoeve van Avernas-le-Bauduin de monniken van Malonne te zijn. Op hun beurt verkochten deze laatsten de Sint-Laurentiushoeve omstreeks 1805 aan J. J. Dejaifve, landbouwer te Hingeon, wiens familie haar tot in de jaren zestig van de 19e eeuw behield. De daaropvolgende eigenaars, de familie Detilleux, verkochten de hoeve in 1955 aan Laure Stasse, weduwe van Auguste Moës (1881-1926).
De hoevegebouwen – hoewel door de jaren heen meermaals verbouwd en aangepast – zijn zeer oud. In 1984 moest de monumentale schuur langs de kant van de rue de Bertrée afgebroken worden omdat de muren gevaarlijke scheuren begonnen te vertonen.
- Hoeve Dochen (rue Jean-Pascal Dochen)

Sinds het begin van de 19e eeuw wordt deze belangrijke hoeve bewoond door de uit Grand-Hallet afkomstige familie Dochen, die aan Avernas-le-Bauduin enkele burgemeesters leverde : Jean-Baptiste Dochen (1833-1904) van 1872 tot 1896, zijn zoon Jean-Pascal-Philippe (1871-1956) van 1908 tot 1953 en kleinzoon Jean-Baptiste (1917) van 1953 tot 1965.
De familie Dochen richtte in 1863 de suikerfabriek van Avernas op, die tegenover de kerk lag. De fabriek verwerkte de bieten van de landbouwers van Avernas-le-Bauduin, Bertrée, Hannuit, Thisnes, Crehen en een deel van Trognée. De fabriek stopte de productie in 1924 na geleidelijke overname van de activiteiten door de suikerfabriek van Landen. In 1931 werd de fabriek van Avernas gesloopt. Het huis tegenover de kerk en de muur langs de Rue du Mohin zijn het enige wat er van overblijft van de suikerfabriek.
- Cense de Marneffe (Ferme Mehauden) (rue Maurice Withofs 24)

Deze hoeve werd in 1723 gebouwd door Martin de Marneffe, meier (1721-1742) van Avernas. Zijn afstammelingen bleven het landbouwbedrijf uitbaten tot Anne-Christine Snyers, weduwe van de in 1822 overleden Jean-Jacques de Marneffe, hertrouwde met Charles Wauthier, burgemeester (1848-1872) van Avernas. Louis Wauthier, neef van deze laatste en eveneens burgemeester (1896-1906), volgde zijn oom na diens overlijden op de hoeve op. Tussen 1898 en 1908 werd het gezin Wauthier echter door tuberculose zo goed als weggevaagd. Slechts één dochter ontkwam aan de gevreesde ziekte. De hoeve werd aanvankelijk (vanaf 1914) verhuurd aan en later (in 1954) gekocht door de uit Crehen afkomstige familie Fayasse, waarvan de leden enkel oog hadden voor de rendabiliteit van hun boerenbedrijf. De hoevegebouwen en het met zeldzame boom- en heestersoorten beplante park eromheen verkommerden decennialang. De familie Mehauden, die de hoeve in 1972 verwierf, herstelde haar sindsdien weer in haar oude luister.

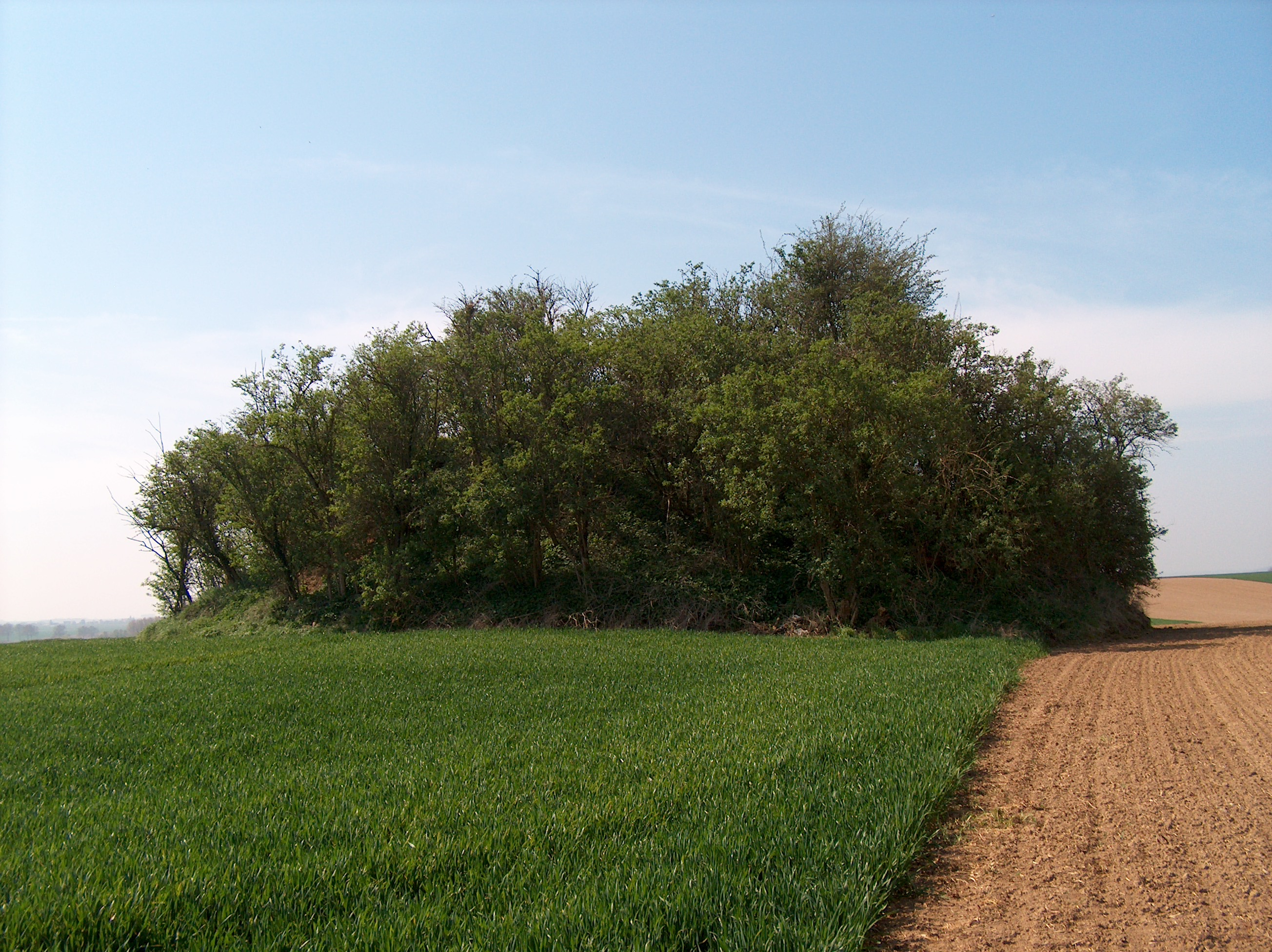
Tumulus van Avernas

- Tumulus van Avernas-le-Bauduin (rue de la Tombe)

De grafheuvel van Avernas is 8 meter hoog en heeft een omtrek van 100 meter. Omstreeks het midden van de 19e eeuw werden hier opgravingen verricht, maar de onderzoekers stootten al snel op een uit onbewerkte silexblokken gevormde en zeer hecht vastgemetselde muur, waardoor het project werd opgegeven. De tumulus werd bij Koninklijk Besluit van 29 maart 1976 als monument geklasseerd.

## Natuur en landschap
Avernas-le-Bauduin ligt aan de Ruisseau de Henri Fontaine. De hoogte aan de kerk bedraagt 121 meter.

## Demografische evolutie
Opm:1831 t/m 1970=volkstellingen

## Geboren in Avernas-le-Bauduin
- Lucien Maubeuge (1878-1968), dichter en toneelschrijver.

## Nabijgelegen kernen
Grand-Hallet, Walshoutem, Bertrée, Hannuit